# Madison Hu
Madison Hu (Longview, Texas; 2 de junio de 2002) es una actriz estadounidense, conocida por interpretar a Frankie Wong en Bizaardvark, y su rol recurrente como Marci en Best Friends Whenever, ambas de Disney Channel.

## Filmografía

### Películas
| Año  | Título                 | Personaje      | Notas |
| ---- | ---------------------- | -------------- | ----- |
| 2013 | Bad Words              | Ling Quan      |       |
| 2020 | Remnants of the Fallen | Chelsea Nevins |       |
| 2021 | Voyagers               | Anda           |       |
| 2023 | The Boogeyman          | Bethany        |       |

### Televisión
| Año       | Título                  | Personaje               | Notas                                                      |
| --------- | ----------------------- | ----------------------- | ---------------------------------------------------------- |
| 2011      | I Kid with Brad Garrett | Ella misma              | Temporada 1, Episodio 2                                    |
| 2014      | Los Goldberg            | Debbie                  | Temporada 2, Episodio 2 (Mama Drama)                       |
| 2014      | Tosh.0                  | Katie                   | Temporada 6, Episodio 28                                   |
| 2015–2016 | Best Friends Whenever   | Marci                   | Recurrente                                                 |
| 2015      | Grace and Frankie       | Concursante de deletreo | Temporada 1, Episodio 7 (The Spelling Bee)                 |
| 2015      | The Kicks               | Kara                    | Episodio piloto                                            |
| 2016–2019 | Bizaardvark             | Frankie Wong            | Personaje Principal                                        |
| 2022      | Robot Chicken           | Stella / Kayla          | Temporada 11, Episodio 19 (May Cause Weebles to Fall Down) |
| 2024      | Los hermanos Sun        | Grace                   | Recurrente                                                 |

### Videoclips
| Año  | Título          | Artista        | Ref.  |
| ---- | --------------- | -------------- | ----- |
| 2023 | Bad Idea Right? | Olivia Rodrigo | [ 3 ] |